# Székely Zsolt (régész)
Székely Zsolt (Sepsiszentgyörgy, 1954. március 23.) erdélyi magyar régész, Székely Zoltán (1912) fia.

## Életútja
Középiskoláit a sepsiszentgyörgyi 1. sz. Matematika–Fizika Líceumban végezte (1973). Katonai szolgálatának letöltése (1973–74) után a Babeș–Bolyai Tudományegyetemen, történelem–filozófia szakon szerzett tanári diplomát (1978), majd doktori címet (1997). Előbb a Székely Nemzeti Múzeumban régész-muzeológus, a régészeti osztály vezetője. 1992 és 2003 között a bukaresti Román Trakológiai Intézet munkatársa, 1997-től tudományos főkutatója. 2001-től a Babeș-Bolyai Tudományegyetem sepsiszentgyörgyi kihelyezett tagozatának adjunktusa, 2004-től docense. A Soros Alapítvány, a Domus Hungarica, az Arany János Közalapítvány és a Sapientia Kutatási Programok Intézetének többszörös ösztöndíjasa.

## Munkássága
Kutatási területe Délkelet-Erdély bronzkori fejlődése. Első szaktanulmánya a nagyváradi Körösvidéki Múzeum Évkönyvében jelent meg (1979); ezt követően közölt szaktanulmányokat a Studii și comunicări de istorie veche și arheologie, a Materiale şi Cercetări Arheologice c. folyóiratban, a sepsiszentgyörgyi múzeum évkönyvében, az Alutában, a Szatmári Múzeum tanulmánykötetében (Studii si comunicări. 1981–1982), a Materiale şi cercetări arheologice c. kötetben (Tulcea, 1980), később az Acta Siculicaban, az Acta Musei Napocensisben, stb. 1999-ben a Szlovák Akadémia nyitrai Régészeti Intézetének meghívására Nyitrán és Pozsonyban végzett régészeti kutatásokat. Perioada timpurie şi începutul celei mijlocii a epocii bronzului c. munkája a Bibliotheca Thracologica 1997. évi XXI. kötetében jelent meg. Több tanulmánykötet szerzője és társszerzője. Több mint száz tanulmányt közölt román, magyar, angol és francia nyelven különböző hazai és külföldi szakfolyóiratokban.

## Kötetei
- Perioada timpurie şi începutul celei mijlocii a epocii bronzului (Bukarest, 1997)
- Istoria administraţiei regionale şi locale în România (társszerző), (Sepsiszentgyörgy, 2002)
- Erdély közigazgatás-története (társszerző), (Sepsiszentgyörgy, 2003)
- Corespondență arheologică (Brassó, 2006)
- Csernáton község régészeti monográfiája (Csíkszereda, 2007).
- Településfejlődés az Olt sepsiszéki szakaszán (Csíkszereda, 2008)
- Bevezetés a politikatudományokba (Csíkszereda, 2009)
- Emlékkönyv Székely Zoltán születésének 100. évfordulójára (szerkesztő, Sepsiszentgyörgy, 2012)
- Kovászna régészeti múltja (Csíkszereda, 2014)
- Régészeti kutatások az orbaiszéki Zabolán (Zabola-Kolozsvár 2015)
- Székelyföld egyes bronzkori leleteinek elemzése. Roska Márton kézíratos hagyatékából. (szerkesztő, Barót, 2016)
- Felsőháromszék településfejlődése az őskortól a 17. századig. I. rész, (Csíkszereda-Sepsiszentgyörgy, 2018)